# بجعة بنية
بجعة بنية (الاسم العلمي:  Pelecanus occidentalis) (بالإنجليزية: Brown Pelican)‏ هو طائر ينتمي إلى بجع (فصيلة: Pelecanidae).